# IC 1838-1
IC 1838-1 — галактика типу Sc (компактна спіральна галактика) у сузір'ї Овен.
Цей об'єкт міститься в оригінальній редакції індексного каталогу.